# Márton Moyses
Márton Moyses (20. dubna 1941 – 13. května 1970) byl sedmihradský maďarský básník a mučedník komunistického režimu v Rumunsku.

## Biografie
Narodil se 20. dubna 1941 v obci Nagyajta (dnes Aita Mare v Rumunsku). Již během Maďarského povstání v roce 1956 se spolu se třemi přáteli vypravil na pomoc Maďarsku v boji proti Sovětům, avšak nepodařilo se jim překročit státní hranice.
Dne 22. listopadu 1960 byl přímo během vyučování zatčen příslušníky rumunské tajné policie Securitate a odsouzen na sedm let vězení za tři své protikomunistické básně – Zítra bude revoluce, Červená a černá reakce a Rozhovor se smrtí.
Ve vězení byl opakovaně mučen, aby neprozradil jména svých spolupracovníků, raději si vyřízl jazyk kusem niti, ale vyšetřovatelé tajné policie mu ho bez anestezie přišili nazpět.
Na svobodu se vrátil s naprosto podlomeným zdravím.
Dne 13. února 1970, rok po aktu Jana Palacha v Praze a Sándora Bauera v Budapešti, se před sídlem komunistické strany v Brašově polil benzinem a zapálil. Příslušníci Securitate jej uhasili a odvlekli pryč. Zároveň byl vydán rozkaz zakazující poskytnutí jakékoliv lékařské péče. Moyses trpěl bez lékařské pomoci další tři měsíce. Zemřel ve vazbě barótské nemocnice dne 13. května 1970. Bylo mu 29 let. Tajná policie následně zlikvidovala veškerou dokumentaci, včetně jeho básní a fotografií.

## Památka
Dne 4. listopadu 2002 se pod záštitou tří maďarských organizací konala v Budapešti velká vzpomínková akce.
Dne 15. května 2005 byla na jeho rodném domě v obci Nagyajta (Aita Mare) slavnostně odhalena pamětní deska.

## Analogie
Podobným způsobem proti komunismu protestovali:
- ČSSR: Jan Palach, Josef Hlavatý, Jan Zajíc, Evžen Plocek
- Litevská SSR: Romas Kalanta
- Lotyšská SSR: Elijahu Rips
- MLR: Sándor Bauer
- NDR: Oskar Brüsewitz
- PLR: Ryszard Siwiec
- Ukrajinská SSR: Oleksa Hirnyk